# Communauté de communes de Seille et Mauchère
Die Communauté de communes de Seille et Mauchère ist ein ehemaliger französischer Gemeindeverband mit der Rechtsform einer Communauté de communes im Département Meurthe-et-Moselle in der Region Grand Est. Sie wurde am 30. Dezember 1998 gegründet und umfasste 20 Gemeinden. Der Verwaltungssitz befand sich im Ort Nomeny.

## Historische Entwicklung
Mit Wirkung vom 1. Januar 2017 fusionierte der Gemeindeverband mit der Communauté de communes du Grand Couronné und bildete so die Nachfolgeorganisation Communauté de communes de Seille et Mauchère-Grand Couronné.

## Ehemalige Mitgliedsgemeinden
1. Abaucourt
2. Armaucourt
3. Arraye-et-Han
4. Belleau
5. Bey-sur-Seille
6. Brin-sur-Seille
7. Chenicourt
8. Clémery
9. Éply
10. Jeandelaincourt
11. Lanfroicourt
12. Létricourt
13. Leyr
14. Mailly-sur-Seille
15. Nomeny
16. Phlin
17. Raucourt
18. Rouves
19. Sivry
20. Thézey-Saint-Martin